# Acroceratitis flava
Acroceratitis flava är en tvåvingeart som beskrevs av Premlata och Singh 1988. Acroceratitis flava ingår i släktet Acroceratitis och familjen borrflugor. Inga underarter finns listade i Catalogue of Life.